# Hubert Ries
Pieter Hubert Ries (ur. 1 kwietnia 1802 w Bonn, zm. 14 września 1886 w Berlinie) – niemiecki kompozytor i skrzypek.

## Życiorys
Syn Franza Antona Riesa. Muzyki początkowo uczył się u ojca, następnie był uczniem Louisa Spohra i Moritza Hauptmanna. W 1824 roku osiadł w Berlinie, gdzie był skrzypkiem m.in. w Königsstädtisches Theater, od 1825 roku członkiem orkiestry dworskiej, a od 1835 roku kierownikiem Philharmonische Gesellschaft. W 1839 roku został wybrany na członka Akademie der Künste.
Skomponował m.in. 2 koncerty skrzypcowe i szereg drobnych utworów na skrzypce. Opublikował podręcznik Violinschule für den ersten Unterricht (Lipsk 1840).